# 那一個晚上
《那一個晚上》（丹麥語：Festen）是丹麥導演湯瑪斯·凡提柏格於1998年發行的電影作品，是他第二部劇情長片，故事靈感來自於凡提柏格聽到的一個廣播節目。該片榮獲坎城影展評審團獎，且在丹麥電影獎羅伯獎入圍七項獎項且全數獲獎。
本片是第一部遵循激進美學運動逗馬宣言所拍攝的電影，一般稱作逗馬1號，其與逗馬2號──拉斯·馮·提爾的《白痴》成功打響逗馬宣言這個電影運動的名號。

## 劇情
一群兒女從各方團聚來慶祝他們父親的60歲大壽。晚餐時，大兒子突然宣布的消息以及這個光怪陸離的夜晚將會是所有賓客最難忘的經驗。

## 獎項
| 獎項               | 獎項                 | 受獎者                        | 階段／結果 |
| ------------------ | -------------------- | ----------------------------- | ---------- |
| 第51屆坎城影展     | 金棕櫚獎             | 那一個晚上 丹麥               | 提名       |
| 第51屆坎城影展     | 評審團獎             | 那一個晚上 湯瑪斯·凡提柏格    | 獲獎       |
| 波迪獎             | 最佳丹麥電影         | 那一個晚上                    | 獲獎       |
| 波迪獎             | 最佳男主角           | 烏爾里奇·湯姆森               | 獲獎       |
| 羅伯獎             | 最佳丹麥電影         | 那一個晚上                    | 獲獎       |
| 羅伯獎             | 最佳男主角           | 烏爾里奇·湯姆森               | 獲獎       |
| 羅伯獎             | 最佳男配角           | Thomas Bo Larsen              | 獲獎       |
| 羅伯獎             | 最佳女配角           | Birthe Neumann                | 獲獎       |
| 羅伯獎             | 最佳劇本             | 湯瑪斯·凡提柏格、Mogens Rukov | 獲獎       |
| 羅伯獎             | 最佳攝影             | Anthony Dod Mantle            | 獲獎       |
| 羅伯獎             | 最佳剪輯             | Valdís Óskarsdóttir           | 獲獎       |
| 紐約影評人協會獎   | 最佳外語片           | 那一個晚上 丹麥               | 獲獎       |
| 洛杉磯影評人協會獎 | 最佳外語片           | 那一個晚上 丹麥               | 獲獎       |
| 獨立精神獎         | 最佳外語片           | 那一個晚上 丹麥               | 獲獎       |
| 瑞典金甲蟲獎       | 最佳外語片           | 那一個晚上 丹麥               | 獲獎       |
| 歐洲電影獎         | 年度歐洲發現         | 那一個晚上                    | 獲獎       |
| 挪威亞曼達獎       | 最佳北歐劇情片       | 那一個晚上                    | 獲獎       |
| 荷蘭鹿特丹影展     | 觀眾票選獎           | 那一個晚上                    | 獲獎       |
| 聖保羅國際影展     | 國際評審團獎最佳影片 | 那一個晚上                    | 獲獎       |
| 吉宏國際影展       | 最佳導演             | 湯瑪斯·凡提柏格               | 獲獎       |